# Beaujolais nouveau

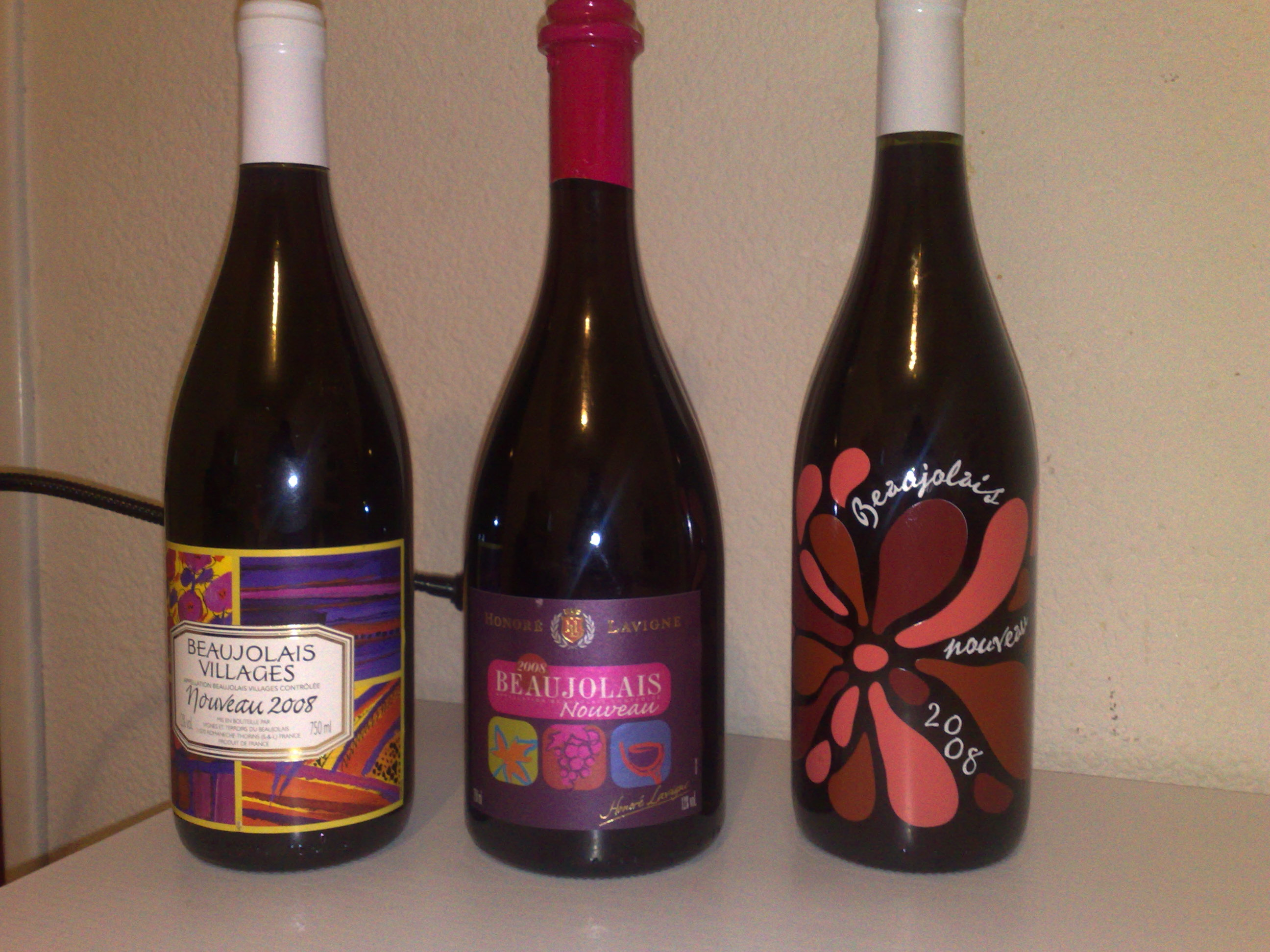
Lahve Beaujolais noveau z roku 2008

Beaujolais nouveau je druh mladého, svěžího francouzského vína nafialovělé barvy, které pochází z vinařské oblasti Beaujolais severně od města Lyon a vyrábí se z odrůdy Gamay.
Víno se začíná prodávat každý rok vždy třetí čtvrtek v listopadu. Tento den je ve Francii nazýván „den Beaujolais” a rovná se téměř státnímu svátku.
Víno je charakteristické silnou vůní s ovocným buketem. Doporučuje se podávat vychlazené na 11–13 °C.